# Larinus obtusus
Larinus obtusus es una especie de escarabajo del género Larinus, tribu Lixini, familia Curculionidae. Fue descrita científicamente por Sturm en 1826.
Se distribuye por Eslovenia, Croacia y Rumania. Se introdujo por primera vez en los Estados Unidos para el control biológico de malas hierbas en el área de Boulder, Colorado en 1991. Ahora está establecido en gran parte del noroeste de los Estados Unidos, pero se desconoce su cantidad. La especie se mantiene activa durante los meses de junio y julio.